# رسول میرزایف
رسول میرزایف (روسی: Расу́л Рабада́нович Мирза́ев؛ زادهٔ ۳۰ مارس ۱۹۸۶) ورزشکار هنرهای رزمی ترکیبی اهل روسیه است. وی از سال ۲۰۰۹ میلادی تاکنون مشغول فعالیت بوده‌است.